# Siegmund Mewes
Siegmund Mewes, né le 26 février 1951, est un footballeur et entraîneur est-allemand.

## Biographie
Siegmund Mewes évolue comme milieu de terrain. Il fait toute sa carrière dans le même club, le 1.FC Magdebourg de 1971 à 1985. Il remporte trois championnats et quatre coupes de RDA. Il remporte la Coupe d'Europe des vainqueurs de coupe en 1974, bien qu'il ne joue pas en finale.
Il entame une carrière d'entraîneur, très brève, au 1.FC Magdebourg, de 1990 à 1991, mais il ne remporte rien. De plus, il est licencié avant la fin de la saison.

## Clubs

### En tant que joueur
- 1971–1985 :  1. FC Magdebourg

### En tant qu'entraîneur
- 1990–1991 :  1. FC Magdebourg

## Palmarès
- Coupe d'Europe des vainqueurs de coupe

- - Vainqueur en 1974
- Championnat de RDA de football
  - Champion en 1972, en 1974 et en 1975
  - Vice-champion en 1977 et en 1978
- Coupe d'Allemagne de l'Est de football
  - Vainqueur en 1973, en 1978, en 1979 et en 1983